# Dímero (biología)

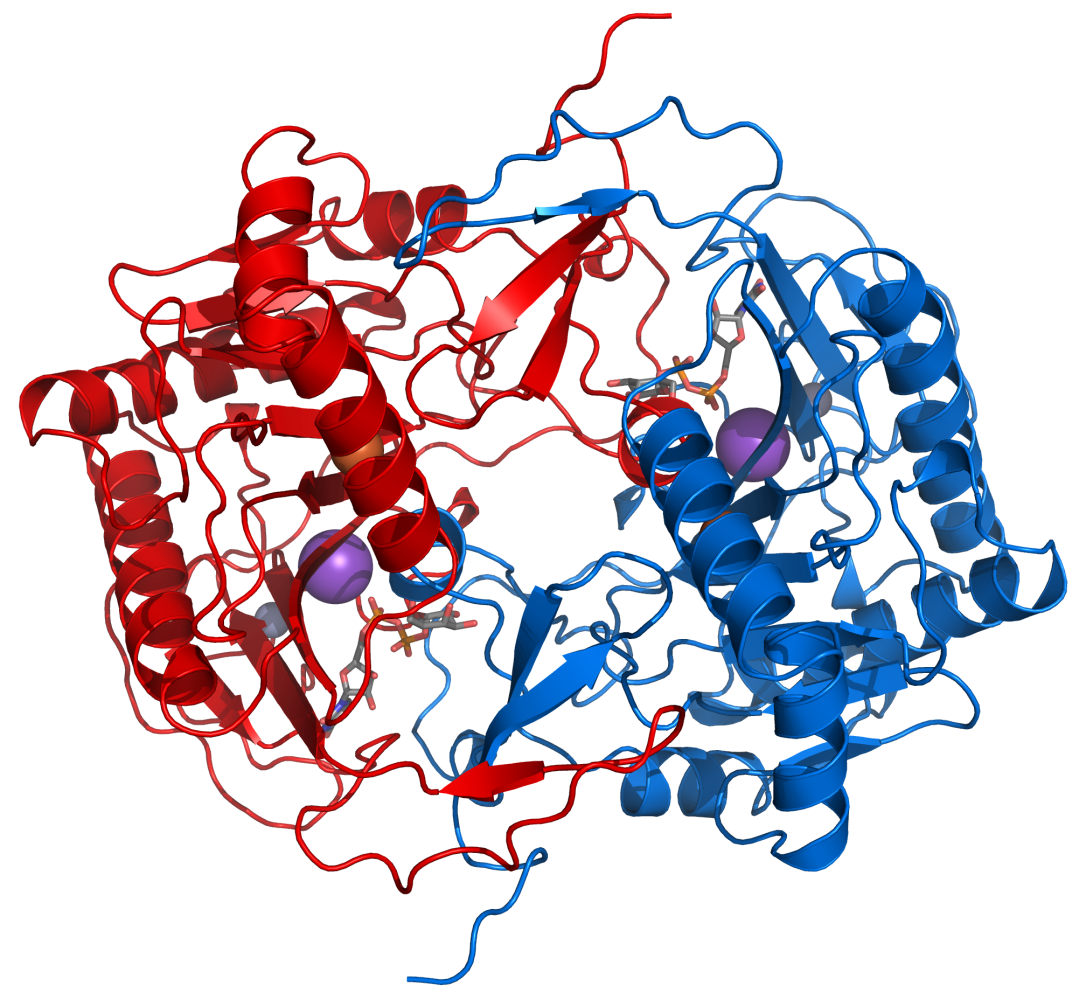
Diagrama de un dímero de galactosa-1-fosfato uridiltransferasa (GALT) de Escherichia coli en un complejo con UDP-galactosa. Iones de potasio, cinc, y hierro se ven como esferas violeta, gris, y bronce respectivamente.

En bioquímica, un dímero es un complejo macromolecular formado por dos macromoléculas, como proteínas y ácidos nucleicos, usualmente mediante enlaces no covalentes. Es un tipo de estructura cuaternaria de las proteínas. 
Un homodímero estaría formado por dos moléculas idénticas (proceso llamado homodimerización). 
Un heterodímero estaría formado por dos diferentes macromoléculas (proceso llamado heterodimerización). 
La mayor parte de los dímeros en bioquímica no están unidos mediante enlaces covalentes a excepción de los puentes disulfuro. Un ejemplo sería la enzima transcriptasa inversa, compuesta por dos cadenas diferentes de aminoácidos.
Algunas proteínas contienen dominios específicos para la dimerización (dominios de dimerización).

## Ejemplos
- Anticuerpos
- Factores de transcripción
  - Cremallera de leucina
  - Receptores nucleares
- Proteína 14-3-3
- Receptores acoplados a proteínas G
- Dímero de proteína G subunidad βγ
- Kinesina
- Triosa fosfato isomerasa (TPI)
- Alcohol deshidrogenasa
- Factor XI
- Factor XIII
- Receptor de tipo Toll
- Fibrinógeno